# М-105 (двигун)
M-105 (з 1943 року — ВК-105) — авіаційний поршневий чотиритактний 12-циліндровий V-подібний двигун рідинного охолодження конструкції Клімова, який використовувався на радянських літаках під час Другої світової війни.

## Розробка
Двигун був створений в 1940 році під керівництвом Головного конструктора В. Я. Клімова і значно відрізнявся від попередньої моделі М-103 — мав менший робочий об'єм, збільшену ступінь стиснення. Двигун мав приводний двошвидкісний відцентровий нагнітач (ПВН) з передавальними числами 7,85 і 10, для збільшення потужності на малих і середніх висотах. Випускних клапанів стало два на циліндр замість одного. На колінчастому валу для зниження навантажень на корінні шийки вала встановлювалися противаги.
В ході війни, двигуни Клімова змінили найменування з М («мотор») на «ВК» - за ініціалами творця.

## Модифікації
- М-105 — (1100 к.с. (820 кВт)) Перша модифікація випущена наприкінці 1939 року. Встановлювалася на деякі довоєнні винищувачі.
- М-105П — (1050 к.с. (780 кВт)) Перша модифікація серійного виробництва (1940). З можливістю встановлення автоматичної авіагармати в розвалі блоку циліндрів. Встановлений на більшості радянських передвоєнних винищувачів - Як-1, ЛаГГ-1 і декількох експериментальних літаках.
- М-105ПА — (1200 к.с. (890 кВт)) поліпшена версія двигуна 1941 року, для винищувачів. Відмінності: посилена конструкція картера і шатунів; безпоплавкові карбюратори, які забезпечували перевернутий політ протягом 5 хв і введення в пікірування з негативним перевантаженням; гіперболічне розточування підшипників колінчастого вала, що збільшувало термін служби і сприяло відмові від фільтрів «Куно»; досконаліший регулятор числа обертів Р-7 замість Р-2; керування форсажем.
- М-105ПФ (ВК-105ПФ) — (1260 к.с. (940 кВт)) модифікація двигуна М-105ПА 1942 року зі значно збільшеною потужністю по наддуву (злітна потужність 1210 к.с., номінальна потужність на висоті 700 метрів - 1260 к.с., а на висоті 2700 метрів - 1180 к.с.), яка була отримана за рахунок втрати потужності на великих висотах. Підвищення потужності біля землі і на середніх висотах було досягнуто за рахунок зміни регулювання автоматичного регулятора наддуву Р-7 в сторону збільшення тиску наддуву з 910 до 1050 мм рт. ст. Для забезпечення надійної роботи на форсованому режимі були посилені поршневі пальці і змінене регулювання карбюраторів. Всупереч запереченням Клімова про зменшення ресурсу двигуна (з 125 до 100 годин), вони були запущені у виробництво під тиском Яковлєва. Подальша експлуатація підтвердила правильність такого рішення. Модифікація ПФ була встановлена на багатьох модифікаціях винищувачів Як - Як-1Б, Як-7Б, Як-9.
- ВК-105ПФ2 та ПФ3 — (від 1300 до 1360 к.с. (від 970 до 1,015 кВт)) збільшення потужності, вважалося, що ці версії вичерпали потенціал конструкції М-105 по подальшому нарощуванню потужності. Модифікація ПФ2 встановлювалася на Як-3.
- ВК-105ПД — (1170 к.с. (870 кВт)) експериментальна висотна версія з нагнітачем Е-100 В. А. Доллежаля, вважається невдалою.
- ВК-105ПВ (підвищеної висотності) — варіант модифікації ВК-105ПД.
- М-105Р — (1100 к.с. (820 кВт)) двигун для бомбардувальників, мав зменшене передавальне число редуктора (0,59 замість 0,666). Встановлювався на Пе-2 та інші.
- М-105РА — (1110 к.с. (830 кВт)) модифікація двигуна М-105ПА для бомбардувальників, яка мала зменшене передавальне число редуктора.
- М-105РФ — модифікація двигуна М-105ПФ для бомбардувальників.

## Застосування
СРСР
- Ар-2 — двомоторний пікіруючий бомбардувальник
- Ер-2 — двомоторний дальній бомбардувальник
- ЛаГГ-1 — винищувач
- ЛаГГ-3 — винищувач
- Пе-2 — двомоторний пікіруючий бомбардувальник
- Пе-3 — двомоторний важкий винищувач
- Як-1 — винищувач
- Як-2 — двомоторний розвідник-бомбардувальник
- Як-3 — винищувач
- Як-4 — двомоторний бомбардувальник
- Як-7 — винищувач
- Як-9 — винищувач
- Curtiss P-40 Warhawk — винищувач (в СРСР під М-105 було перероблено декілька літаків при відсутності оригінальних двигунів Allison V-1710-39)

 Фінляндія
- Morko Moraani — фінська глибока модернізація французьких винищувачів Morane-Saulnier MS.406.

 Югославія
- Ikarus S-49 - югославський винищувач, який випускався після закінчення Другої світової війни.

## Експозиція в музеях
Двигун М-105 представлений в експозиціях наступних музеїв:
- музей ВПС РФ, Моніно (Московська область)